# ユーロ
ユーロ（記号: €; コード: EUR）は 、欧州連合（EU）加盟27か国のうち20か国で公式に導入されている通貨である。ユーロが主要通貨として使われる国・地域はユーロ圏またはユーロゾーンとして知られており、2019年時点で約3億4,300万人の市民が暮らしている。補助単位はセントで、1ユーロは100セントに相当する。またユーロの補助単位としてのセントを特に別の通貨の補助単位としてのセントと区別するときにはユーロセントと呼び、ユーロセントの硬貨にも「EURO CENT」と表記されている。
世界経済においては国際通貨（ハード・カレンシー）の一つとして扱われており、外国為替市場でアメリカ合衆国ドル（米ドル）に次いで2番目の規模と取引をされている通貨である。

## 概要
ユーロはEUの各機関によって公式に使用されている。また、公式な協定によりEU非加盟の4つの欧州の小国が使用しているほか、同様にEU非加盟国のモンテネグロ、コソボによって一方的に使用されている。欧州以外では、EU加盟国の多くの特別領土においても通貨として使用している。さらに、世界中で2億人以上の人々がユーロにペッグされた通貨を使用している。
ユーロは、米ドルに次ぐ世界第2位の国際通貨であり、取引高も世界第2位である。2019年12月時点、ユーロの流通総額は1兆3,000億ユーロを超え、ユーロ紙幣とユーロ硬貨を合わせて世界最大規模に達している。
ユーロという名前は1995年12月16日にスペインの首都マドリードで正式に採択された。1999年1月1日に、従来の欧州通貨単位（ECU）の1:1（1.1743ドル）比率での置き換えとして、国際金融市場に会計通貨として導入された。ユーロ硬貨と紙幣は2002年1月1日に流通開始され、ユーロは当初の参加国の日常業務通貨となり、2002年3月までに旧通貨から完全に置き換えられた。
ユーロは、その後2年間で0.83ドルまで下落した（2000年10月26日）。2002年末からは、2008年7月18日の1.60ドルをピークにドルを上回って推移している。
2009年末にユーロは欧州債務危機に陥ったが、その後、欧州金融安定ファシリティの創設など通貨の安定・強化に向けた改革につながった。

## 歴史

### 政治的な計画としてのユーロ
ヨーロッパに単一通貨が求められた理由は欧州統合と欧州連合の歴史に見ることができる。すなわち、1968年の関税同盟の結成による実体経済の統合と、ブレトン・ウッズ体制の崩壊による為替相場の不安定化がもたらす通商政策への障害である。
1965年、欧州通貨統合のイニシアティブがアメリカ合衆国国務省で開かれた会談でとられた。
1970年、ルクセンブルクの首相ピエール・ヴェルネとヨーロッパの経済通貨統合の研究者が作成したいわゆる「ヴェルネ計画」では、単一通貨の導入に触れられていた。このヴェルネらの構想では1980年までに経済通貨統合を達成することがうたわれていたが、ブレトン・ウッズ体制の崩壊のために挫折を余儀なくされた。
それでも1972年には欧州為替相場同盟を、1979年には欧州通貨制度を創設した。欧州通貨制度は各国の通貨の相場が大きく変動することを防ぐものとなった。またあわせて欧州通貨単位が導入され、のちのユーロの基礎となった。欧州通貨単位の紙幣が発行されることはなかったが、硬貨については欧州通貨単位を具現的に見せるという目的で特別に鋳造された。欧州共同体の加盟国の中には欧州通貨単位の額面で債券を発行しており、証券取引所でも欧州通貨単位で取引がなされたりした。1988年、当時の欧州委員会委員長であるジャック・ドロールのもとで経済通貨統合を検討する委員会はいわゆる「ドロール報告書」を作成し、その中で経済通貨統合に向けて3つの段階を示した。

### ユーロ構想の実現

#### 導入に向けて
1990年7月1日、通貨統合の第1段階に入り、欧州経済共同体の加盟国の間で資本の自由な移動が可能となった。1994年1月1日になると第2段階に移行し、欧州中央銀行の前身である欧州通貨機構が設立され、加盟国の財政状況を検査するようになった。1995年12月16日、マドリードで開かれた欧州理事会の会合において新通貨の名称を「ユーロ」とすることが決められた。

#### 名称の決定
上述の欧州理事会で新通貨の名称が決定されるまで、多くの案が議論された。有力な案に「ヨーロッパ・フラン」があったが、フランのスペイン語表記である Franco がスペインの独裁者フランシスコ・フランコを連想させるために却下された。このほかにも「ヨーロッパ・クローネ」や「ヨーロッパ・ギルダー」といった案が出されていた。既存の通貨の名称を使うことで通貨としての連続性を示し、また新通貨に対する市民の信頼を固めようとした。さらに、一部の加盟国には従来の通貨の名称を残したいという希望があった一方で、決済通貨として使用されていた ECU（エキュもしくはエキュー） の名称がふさわしいと考える国もあった。しかしこれらの名称案はそれぞれに対して反対する国があり、特にイギリスは多くの名称案に反対して、いずれも採用されなかった。名称が定まらない中、ドイツの連邦財務相テオドール・ヴァイゲルは「ユーロ」という名称案を提示した。
通貨単位としてユーロという名称が刻まれた硬貨は、確認できる限りでは1965年に初めて鋳造されている。また1971年にはオランダで、ユーロと刻まれた硬貨の見本が製造されている。この見本ではユーロの先頭の文字がCに波線が引かれたものとなっていた。またその周囲にはラテン語で EUROPA FILIORUM NOSTRORUM DOMUS（日本語試訳：ヨーロッパはわれらの子たちの家である）と刻まれていた。

#### 収斂基準と安定・成長協定
1992年に署名された欧州連合条約では、加盟国は経済通貨統合の第3段階への移行、つまりユーロの導入にあたっては収斂基準を満たさなければならないとした。またテオドール・ヴァイゲルが主導した結果、1996年にアイルランドの首都ダブリンで開かれた欧州理事会においてユーロ導入にあたっての2つの基準が定められた。さらに安定・成長協定ではユーロ導入国に対して、通常の経済情勢では財政の均衡を維持することを義務づけており、他方で景気が悪化している情勢では、経済の安定化のために単年度国内総生産（GDP）の3%を上限として国債の発行を認めている。累積債務残高については60%を上限としている。すなわち、収斂基準は物価の安定性・高すぎない長期金利・財政赤字および政府債務の健全性・為替の安定性の4つである。このうち為替の安定性に関しては、欧州為替相場メカニズム（ERM II）への参加が法的に求められている。この欧州為替相場メカニズムは、1979年に設立されたもともとのERMにかえて、1999年から実施されているERM IIと呼ばれるものであり、ERMとしては2番目のものである。このERM IIにおいて、ユーロに対する自国通貨の標準変動幅を2年間、上下15％の範囲とする必要がある。これを達成するとユーロ導入が認められ、ERM IIの対象から外れ、ユーロ導入となる。ただし、問題がある場合は期間が延長される。具体的には経済収斂基準とは次のようなものである。
ギリシャは2002年に収斂条件を満たしたとしてユーロを導入したが、2004年11月、ギリシャがユーロ導入の決定がなされた時点で収斂基準を満たしていなかったということが判明した。ギリシャは実際の財政赤字を偽って欧州委員会に報告書を提出していた。しかし、条約・協定では基準違反を想定していなかったため、ギリシャが法的な責任を問われることはなかった。
また、ドイツやフランスなどの大国を含む一部の国々は、ユーロ加盟後に安定・成長協定で定める基準に抵触している。

#### 決済通貨ユーロの導入
1998年12月31日、当時のユーロ参加予定国のそれぞれの通貨とユーロとの為替レートが固定され、1999年1月1日、ユーロがそれらの国において電子的決済通貨となった。このときユーロは欧州通貨単位に対して1:1で置き換えられた。翌1月2日、イタリア証券取引所（ミラノ）、パリ証券取引所、フランクフルト証券取引所は通貨単位をユーロとして取引を開始した。このほかにユーロの導入によって、外国為替相場の表示法が変更された。ドイツではユーロ導入以前まで、1 US$ = xxx ドイツマルク（DM）というかたちで表示されていたが、1999年1月1日からはドイツを含めてユーロを導入した国で、1 EUR = xxx US$ という表示法に変えられた。また同日から、振込みや口座自動引き落としについてもユーロ表記が用いられるようになった。銀行口座ではユーロあるいは従来の通貨単位での表示が行われていた。しかし、現金のユーロは存在しなかったため、ユーロ表記の口座でも、預金を下ろすと現地通貨、たとえばドイツであればドイツマルク紙幣が窓口で渡された。有価証券はユーロで表記されたものに移行した。

#### ユーロへの完全移行
2001年9月のアメリカ同時多発テロ事件を受けて、EU内に手形交換所が設立された。このころからドイツではいわゆる「フロントローディング方式」の枠組みでユーロが民間銀行に配付された。また銀行ではドイツマルクを回収してユーロを供給することで切り替え作業を進めていった。2001年12月17日からはドイツ国内の銀行で各種のユーロ硬貨が入ったスターターキットの販売が開始された。このスターターキットには合計10.23ユーロ（20.0081409マルク相当）の20枚の硬貨が入っていたが、販売価格は20マルクであり、切り捨てられた小数点以下の部分は国庫が負担した。オーストリアのスターターキットでは合計14.54ユーロの33枚のユーロ硬貨が200シリングで販売された。通常の現金、特に紙幣の流通は2002年1月1日から開始された。
ドイツではドイツ連邦銀行の各支店でドイツマルクをユーロに交換することができる。また特例的に一部の商店では代金支払の際にドイツマルクで受け取っている。
このようにユーロへの交換は簡易かつ費用負担がかからないにもかかわらず、2005年5月の時点で37億2,000万ユーロ相当のドイツマルク硬貨（2000年12月の発行量のおよそ46%）が流通していた。また紙幣についても39億4,000万ユーロが交換されないままでいた。この推定はドイツ連邦銀行によるものであるが、ほとんどの硬貨や紙幣は紛失または破損したものと見られている。
ユーロを導入した国ではそれぞれで、2002年の2月あるいは6月までを移行期間として代金の支払にユーロか旧通貨の使用が認められ、移行期間後は旧通貨の法的効力は消滅し、直接市場で支払いに用いることはできなくなった。ただし、旧通貨の法的効力が消滅した直後の時点では、旧通貨は各国の中央銀行でユーロと交換することができるようになった。
ユーロ導入国では、旧通貨の取り扱い（現在でもユーロとの交換が可能かどうか等）については、それぞれの国で異なっている。ドイツではドイツマルクの紙幣および硬貨を、無期限・無手数料でユーロに交換することができる。ドイツ以外でもオーストリア、アイルランド、エストニア、リトアニア、ラトビアにおいても同様で、それぞれの国の旧通貨とユーロとを交換することができる。ベルギー、ルクセンブルク、スロベニア、スロバキア、クロアチアではそれぞれの旧通貨の紙幣のみ、無期限でユーロとの交換ができる（これらの国の旧通貨の硬貨は既に交換不能）。これら以外の国ではそれぞれの旧通貨とユーロとの交換には期限が定められている。オランダでの紙幣交換は2032年1月1日まで、他の国では既に交換不能となっている。

## 欧州中央銀行
通貨ユーロにかかわる政策はドイツのフランクフルト・アム・マインにある欧州中央銀行が担っている。欧州中央銀行は1998年6月1日に設立された機関である。実際の業務が開始されたのは、通貨統合の実施によって各国の中央銀行の業務を引き継いだ1999年1月1日のことである。欧州中央銀行は欧州連合の機能に関する条約第127条によって物価安定の確保に努め、また加盟国の経済政策を支えるという使命を持っている。このほかにも金融政策の決定と実施、加盟国の公的外貨準備の管理、外国為替市場への為替介入、市場への資金供給、円滑な決済の促進を担っている。欧州中央銀行の独立性を維持するために、欧州中央銀行および各国の中央銀行は加盟国政府の指示を受け入れることが禁止されている。欧州中央銀行に法的独立性が与えられているのは、欧州中央銀行が紙幣発行を一手に担う、つまり欧州中央銀行はユーロのマネーサプライに影響力を持っており、財政の不足額を補うためにマネーサプライを増やすということを避けるためである。欧州中央銀行の独立性が確保されなければユーロに対する信頼が失われ、通貨が不安定になる。
欧州中央銀行は各国の中央銀行とともに欧州中央銀行制度を作っている。欧州中央銀行の政策決定は、欧州中央銀行の役員会とユーロ圏各国の中央銀行総裁で構成される政策理事会が担う。欧州中央銀行の役員会は総裁、副総裁、理事4人で構成され、いずれも任期は8年でユーロ圏各国が選任し、再任は認められていない。

## 導入国、地域
| 国             | 導入年 決済通貨 | 導入年 現金 | 導入形態             | 硬貨発行 | 1ユーロとの導入時の 旧通貨交換比率 |
| -------------- | --------------- | ----------- | -------------------- | -------- | ---------------------------------- |
| アンドラ       | 1999年          | 2002年      | FRFとESPの移行に伴う | あり     | 166.386ESP                         |
| オーストリア   | 1999年          | 2002年      | 経済通貨統合による   | あり     | 13.7603ATS                         |
| ベルギー       | 1999年          | 2002年      | 経済通貨統合による   | あり     | 40.3399BEF                         |
| キプロス       | 2008年          | 2008年      | 経済通貨統合による   | あり     | 0.585274CYP                        |
| ドイツ         | 1999年          | 2002年      | 経済通貨統合による   | あり     | 1.95583DEM                         |
| スペイン       | 1999年          | 2002年      | 経済通貨統合による   | あり     | 166.386ESP                         |
| エストニア     | 2011年          | 2011年      | 経済通貨統合による   | あり     | 15.64664EEK                        |
| フィンランド   | 1999年          | 2002年      | 経済通貨統合による   | あり     | 5.94573FIM                         |
| フランス       | 1999年          | 2002年      | 経済通貨統合による   | あり     | 6.55957FRF                         |
| ギリシャ       | 2001年          | 2002年      | 経済通貨統合による   | あり     | 340.75GRD                          |
| クロアチア     | 2023年          | 2023年      | 経済通貨統合による   | あり     | 7.5345HRK                          |
| アイルランド   | 1999年          | 2002年      | 経済通貨統合による   | あり     | 0.787564IEP                        |
| イタリア       | 1999年          | 2002年      | 経済通貨統合による   | あり     | 1,936.27ITL                        |
| コソボ         |                 | 2002年      | DEMの移行に伴う      | なし     |                                    |
| ラトビア       | 2014年          | 2014年      | 経済通貨統合による   | あり     | 0.702804LVL                        |
| リトアニア     | 2015年          | 2015年      | 経済通貨統合による   | あり     | 3.4528LTL                          |
| ルクセンブルク | 1999年          | 2002年      | 経済通貨統合による   | あり     | 40.3399LUF                         |
| モナコ         | 1999年          | 2002年      | FRFの移行に伴う      | あり     | 6.55957MCF                         |
| マルタ         | 2008年          | 2008年      | 経済通貨統合による   | あり     | 0.4293MTL                          |
| モンテネグロ   |                 | 2002年      | DEMの移行に伴う      | なし     |                                    |
| オランダ       | 1999年          | 2002年      | 経済通貨統合による   | あり     | 2.20371NLG                         |
| ポルトガル     | 1999年          | 2002年      | 経済通貨統合による   | あり     | 200PTE48.2ctv                      |
| サンマリノ     | 1999年          | 2002年      | ITLの移行に伴う      | あり     | 1,936.27SML                        |
| スロバキア     | 2009年          | 2009年      | 経済通貨統合による   | あり     | 38.455SKK                          |
| スロベニア     | 2007年          | 2007年      | 経済通貨統合による   | あり     | 239.64SIT                          |
| バチカン       | 1999年          | 2002年      | ITLの移行に伴う      | あり     | 1,936.27VAL                        |

2023年1月1日にクロアチアが導入したことで、ユーロを法定通貨としているのは欧州連合加盟全27か国中20か国となっており、これらの国々はユーロ圏と呼ばれている。また欧州連合の経済通貨統合に参加していない6か国でもユーロを法定通貨として導入している。ユーロを法定通貨としている国のほかに、為替相場制度でユーロと連動させている国も多くある。そのような国には、欧州為替相場メカニズムに組み込まれている4つの欧州連合加盟国やCFAフランを使用している14か国がある。さらに36か国と、フランス領ポリネシア、ニューカレドニア、ウォリス・フツナの3つの地域でもユーロ、あるいはユーロと連動する通貨を使用している。
フランスの海外領土であるグアドループ、フランス領ギアナ、フランス領南方・南極地域、マルティニーク、マヨット、レユニオン、サン・バルテルミー島、サン・マルタン島、サンピエール島・ミクロン島でも同様にユーロを法定通貨としている。
またキプロスがユーロ圏入りしたことによって、イギリスの主権基地領域であるアクロティリおよびデケリアでもユーロが法定通貨として導入された。北キプロス・トルコ共和国では事実上、トルコリラが法定通貨として使用されているが、ユーロも広く流通している。

### ユーロ圏
1998年5月3日に開かれた欧州理事会の会合において、各国首脳は1999年1月1日に収斂基準を満たした11か国で経済通貨統合を第3段階へ移行することを決定した。
2000年6月19日、欧州理事会は「ギリシャは高い水準で持続的な収斂性を有しており、ユーロの導入に必要な状況になった」という理解に達した。その後の経済・金融理事会において、2001年1月1日にギリシャでユーロを導入することが承認された。
スロベニアは2006年3月8日に、2004年の第5次拡大の際に欧州連合へ加盟した国としては初めて、2007年1月1日のユーロ導入を正式に求めた。2006年5月16日、欧州委員会はスロベニアのユーロ圏入りを提案し、翌月7月11日には経済・金融理事会において、スロベニアの2007年1月1日のユーロ導入を全会一致で承認した。このとき、1 EUR = 239.640 SITという交換比率が定められた。
2007年7月10日に欧州連合加盟国の財務相は、キプロスとマルタのユーロ圏入りを承認した。さらに2009年1月1日には旧東側諸国としては初めてスロバキアが、2011年1月1日には旧ソ連圏としては初めてエストニアがユーロ導入を果たしたことで、ユーロを導入した欧州連合加盟国数は17となった。2014年1月1日よりラトビアが、2015年1月1日にリトアニアにユーロを導入。旧ソ連圏では3国目となる。2023年1月1日よりクロアチアがユーロを導入した。

### ユーロ圏以外の国
一部の国では従来からの通貨同盟などによって、相手国がユーロを導入したことで自らもユーロを法定通貨とした国がある。それらには以下のような通貨同盟がある。
- フランスとアンドラ、モナコ
- イタリアとサンマリノ、バチカン
- スペインとアンドラ

モナコ、サンマリノとバチカン独自のユーロ硬貨を発行することについて欧州連合と合意しているが、アンドラについては同様の合意がなされていない。そもそもアンドラは独自の通貨を持っておらず、そのためユーロが事実上の法定通貨となっており、アンドラは独自に硬貨を発行しなくとも問題がない。アンドラ政府は2004年10月から欧州共同体と協議を行ったが、政治的要請、とりわけ金融機関の守秘性の緩和を実行する用意がなく、協議は数か月後に終了した。このほかにも企業税制を導入して非課税制度を撤廃することが受け入れられないということも正式な通貨同盟の合意に至らなかった理由となった。2016年1月現在、the Royal Spanish Mint よりアンドラ独自のユーロ硬貨が発行されている。
独立に向けて、モンテネグロは一方的にドイツマルクを通貨として導入した。またコソボでは紛争後に国際連合コソボ暫定行政ミッションが通貨としてドイツマルクを導入した。そのドイツマルクが廃止されてからは、両国においてユーロが法定通貨となった。ただし、両国は欧州連合とのあいだでユーロ導入の正式な合意をしておらず、また欧州連合も両国とのあいだで合意を模索する様子もない。そのため欧州中央銀行による金融政策の対象とならない。さらに独自のユーロ硬貨の発行も認められておらず、両国は通貨発行益を得ることができない。

### 補完通貨としてのユーロ
ユーロ圏外でも多くのヨーロッパの国で、ユーロでの支払いが可能である。ただし、その多くの場合は販売者が独自に決めた交換比率が用いられ、また釣り銭は現地通貨で支払われることもある。

## ユーロとペッグしている国
いくつかの国ではユーロと通貨をペッグしている国がある。そのような国々は3つのグループに分けることができる。まず、ユーロとのあいだで欧州為替相場メカニズムによる為替はバンド制をとっており、ユーロを法定通貨として導入していない欧州連合加盟国がある。次に、歴史的に為替が固定されていたかつてのフランスの植民地がある。最後に、一方的にユーロとペッグしている国がある。

### ユーロ導入が義務づけられている欧州連合加盟国
ユーロを通貨として導入していないすべての欧州連合加盟国は欧州連合条約により、収斂基準を満たして単一通貨を導入することが義務づけられている。ユーロ導入にあたって求められる収斂基準の4つの要素の1つとして、2年間は現行通貨を欧州為替相場メカニズムに組み込まなければならない。ただし、デンマークについては適用除外規定が定められており、現行通貨を維持するということが認められている。

#### 欧州為替相場メカニズム適用国（ERM）
1979年、欧州為替相場メカニズムの核となる欧州通貨制度が創設された。本来はすべての加盟国が欧州為替相場メカニズムに組み込まれなければならないが、実際にはベルギー、デンマーク、西ドイツ、フランス、アイルランド、イタリア、ルクセンブルク、オランダのみに適用された。1999年のユーロの創設により1974年より運営されていた従来の欧州為替相場メカニズムは廃止されたが、ユーロに移行していない欧州連合加盟国を対象とした新たな欧州為替相場メカニズムが1999年に設定された。これがERM IIと呼ばれるものである。欧州為替相場メカニズムのおもな目的は、物価の安定を確保するために為替相場とその変動を調整することであり、また欧州為替相場メカニズムはユーロ圏入りの前段階における必要条件となっている。現在、必要条件としてユーロに移行していない欧州連合加盟国に求められているのはERM IIへの参加であり、ERM IIはERMとしては2つ目のものである。この必要条件とは、具体的には、2年間、ERM IIのもとで、ユーロに対する自国通貨の標準変動幅を2年間、±15％の範囲とするというものである。ただし、問題がある場合は延長される。
当初リトアニアは2007年にユーロを導入するはずであった（導入は2015年となった）。2006年3月16日、リトアニア財務相ジグマンタス・バルチーティスは欧州委員会から時期尚早と正式に警告を受けていたにもかかわらず、ユーロ導入に関する必要書類を提出した。この書類などをもとにして審査した結果、欧州委員会はリトアニアのインフレーション率が基準よりも0.06%高いとしてリトアニアのユーロ導入を延期するよう欧州理事会に勧告し、2006年6月15日、16日にブリュッセルで行われた欧州理事会の会合でもリトアニアのユーロ導入は見送られた。当時のリトアニアのインフレーション率は既存のユーロ圏諸国と比べてもユーロを導入するには十分に低かった。しかし欧州連合条約ではユーロ未導入の加盟国に対して基準を厳格に守るように定めている。一部の欧州連合の高官からはリトアニアがユーロを導入しても問題がないという意見があったが、欧州委員会と欧州中央銀行はユーロの信頼性を損なわないためにもこの意見を認めなかった。2007年にユーロを導入していれば、リトアニアはスロベニアとともに中東欧諸国で最初のユーロ移行国となっていたことになる。
2010年5月12日、欧州委員会はエストニアが収斂基準を満たしたとする報告書を作成し、同国のユーロ移行を提案した。これを受けて同年7月13日に経済・財務理事会は、2011年1月1日にエストニアがユーロを導入することを認める決定を下した。また2014年にはラトビアもユーロを導入した。
| 国         | 通貨     | ISO 4217 | 基準値 対1ユーロ | 適用日        | ユーロ移行 予定日 |
| ---------- | -------- | -------- | ---------------- | ------------- | ----------------- |
| デンマーク | クローネ | DKK      | 7.46038          | 1999年1月1日  | (オプト・アウト)  |
| ブルガリア | レフ     | BGN      | 1.95583          | 2020年7月10日 | 2026年1月1日      |

2023年1月現在、2つの欧州連合加盟国が自国の通貨を欧州為替相場メカニズムに組み込ませている。欧州為替相場メカニズムではユーロとそれぞれの現行通貨との相場変動幅を基準値（セントラル・レート）の±15%としている。またデンマークは欧州連合との取り決めにより、ほかの通貨よりも変動幅が狭い、±2.25%としている。
欧州為替相場メカニズムが適用されている国は状況が整えば、ほかの国と比べて早い段階でユーロを導入することができる。しかし、2007年以降の金融危機により急激に財政状況が悪化し、ユーロの導入は困難なものとなった。
ブルガリアは急激なインフレーションが進み、欧州為替相場メカニズムの適用が拒否されたことがある。2009年8月、政権交代によって就任したばかりの財務相シメオン・ジャンコフはブルガリアのユーロ導入について、2013年ごろになるという考え方を示していた。2018年にはインフレが低水準であること、財政が健全であることからいくつかの条件を満たしているが汚職、一部の銀行にある問題が課題となっている。2020年7月10日、クロアチアとブルガリアはERMIIに加盟した。2026年1月1日よりユーロの使用を開始する

#### 欧州為替相場メカニズム未適用の欧州連合加盟国
デンマークを除くすべての欧州連合加盟国はユーロの導入が義務づけられているが、いまだ5か国が欧州為替相場メカニズムの適用を受けていない。このため5か国は少なくとも収斂基準の1つを満たしていないということになる。
| 国           | 通貨       | ISO 4217 |
| ------------ | ---------- | -------- |
| ポーランド   | ズウォティ | PLN      |
| ルーマニア   | レウ       | RON      |
| スウェーデン | クローナ   | SEK      |
| チェコ       | コルナ     | CZK      |
| ハンガリー   | フォリント | HUF      |

- ポーランドでは政界や社会におけるユーロ導入への支持が低く、欧州為替相場メカニズムに参加する見込みが少なかった。ところが2007年に政権が交代するとユーロ導入に前向きとなり、首相に就任したドナルド・トゥスクは所信表明で可及的速やかにユーロを導入すると述べた[17]。また、クリニツァで開かれた経済フォーラムでトゥスクは2011年をユーロ導入の目標時期とした[18]。ところが2009年8月に財務次官ルドヴィク・コテツキは、ポーランドのユーロ導入は2014年まではないということを明らかにした。その理由として、2009年のポーランドの経済成長率見込みは0.5%となるものの、2008年の金融危機がポーランドにも大きな影響を及ぼしたとしている[19]。2016年1月現在、ユーロ導入の日程については未定である。
- ルーマニアは2007年に欧州連合に加盟して以来、ユーロ導入を検討してきた。ブルガリアと同様に、ルーマニアも高いインフレーション率がユーロ導入の障害となっている。2019年時点では2024年のユーロ導入を目標としている[20][21]。
- スウェーデンは2003年9月14日に実施された国民投票でユーロ導入が反対されている。スウェーデンは欧州連合に加盟する際の条約において収斂基準の達成が義務づけられているが、欧州為替相場メカニズムへの不参加によってユーロ導入が不可能となっている[22]。2013年までは再度の国民投票が実施されないことになっているが、中道右派による連立政権内では再度の国民投票を早期に実施するという意見が高まっている[23]。さらに2008年秋の金融危機を受けてユーロ導入の議論は高まっており、スウェーデン政府は2013年という期日は守るとしているものの、財務相アンダース・ボルグはユーロ導入について支持を表明している[24]。また有権者のあいだでもユーロ導入への支持が高まっている。2009年4月に実施された世論調査では、わずかながらも初めてユーロ導入に賛成する意見が反対を上回った[25]。
- チェコは当初、2010年のユーロ導入を目指していた。しかし、チェコでは社会基盤の整備のための出費よりも財政赤字のほうが大きいという見込みとなったことでこの導入目標は断念することとなり、政府は2012年か2013年の導入を目指すこととなった[26]。その後さらに、ユーロ導入の期日が遅れるということへの経済的影響から、チェコ国立銀行総裁のズデニェク・トゥーマはインタビューで、2019年のユーロ導入が適切であると発言した[27][28]。ところがコルナの対ユーロ相場の変動幅が大きく、また近隣4か国が2012年までにユーロを導入する見込みが大きいため、チェコもまたこれらの国やポーランドと同時期の2012年1月1日にユーロを導入すると見られていた。チェコでは2009年中にユーロ導入までのロードマップを作成し、チェコ政府も2009年11月1日を導入の方針を定める期限としている[29]。2016年1月現在、ユーロ導入の期日は未定である。
- ハンガリーは2010年にユーロに移行したいとしていた。ところが慢性的な財政不足からこの目標は断念された。ハンガリーでは対国内総生産比で毎年10%の赤字となっており、すべての欧州連合加盟国の中でももっとも高い数値となっている。

### 適用除外を受けている欧州連合加盟国
欧州連合に加盟しているデンマークは基本条約でユーロ導入義務を課せられない「適用除外」を受けている。これはオプト・アウトとも呼ばれる。
デンマークは欧州為替相場メカニズムの適用国であるが、2000年9月28日の国民投票で適用除外の権限行使を決め、ユーロを導入していない。このときの国民投票では53.1%がユーロ導入に反対した。しかしその後、デンマーク政府は、2011年にも国民投票の再実施を検討している。しかし、デンマークのトーニング・シュミット首相はのちに適用除外に関する国民投票の約束を取り下げている。2013年5月16日のストックホルムのインタビューにおいて、トーニング・シュミット首相は「現政権下では非現実的だ」と述べ、2015 - 2019年に見込まれる「次期政権下でも、国民投票実施の選択肢を協議することには意味がないと思う」とした。ただし、欧州財政危機において、デンマークはほかの北欧諸国とともに資金の避難先となっており、ユーロ圏にいずれかの時点で加わる是非については協議を続けるとも述べている。
イギリスでは2006年に当時の首相のトニー・ブレアの発言により、ユーロ導入の是非については国民投票を実施予定であった。ところが2005年にフランスとオランダでの国民投票の結果、欧州憲法条約の批准が反対された。これを受け、イギリスでは欧州憲法条約の批准の是非を問う国民投票が無期限に延期された。また、ブレアの後任であるゴードン・ブラウンはユーロに対して懐疑的な立場を持つとされる。さらにブラウンがブレア政権で通貨政策を担う財務相を務めていたとき、ユーロ導入について両者が対立したこともあり、ブラウン政権下ではユーロ導入の議論が進まなかった。

### 上記以外でユーロと為替相場を固定している国・地域
| 国・地域                                               | 通貨                         | レート (1 EUR =)  |
| ------------------------------------------------------ | ---------------------------- | ----------------- |
| ボスニア・ヘルツェゴビナ                               | コンヴェルティビルナ・マルカ | 1.95583 BAM       |
| 中部アフリカ経済通貨共同体 西部アフリカ経済通貨同盟    | CFAフラン                    | 655.957 XAF / XOF |
| ニューカレドニア ウォリス・フツナ フランス領ポリネシア | CFPフラン                    | 119.2529826 XPF   |
| カーボベルデ                                           | カーボベルデ・エスクード     | 110.2651 CVE      |
| コモロ                                                 | コモロ・フラン               | 491.96775 KMF     |

ユーロまたはUSドルと相場を固定している国・地域
ユーロ圏
ユーロを使用している欧州連合非加盟国・地域
ユーロとペッグしている国・地域
対ユーロの為替相場の変動幅を制限している国・地域
アメリカ合衆国（USドル発行国）
USドルを使用している国・地域
USドルとペッグしている国・地域
対USドルの為替相場の変動幅を制限している国・地域

ユーロに移行された旧通貨と相場を固定していた通貨は、ユーロが導入されたあとはユーロと相場を固定している。特にフランスの植民地だった赤道ギニア、ベナン、ブルキナファソ、コートジボワール、ガボン、ギニアビサウ、カメルーン、コンゴ共和国、マリ、ニジェール、セネガル、トーゴ、チャド、中央アフリカの14の西部・中部アフリカ諸国で使用されている CFAフランはユーロと相場が固定されている。CFAフランについてはフランス財務省が固定相場を保証している。
CFAフランと同様に、フランスの海外領土であるフランス領ポリネシア、ニューカレドニア、ウォリス・フツナで使用されている CFPフラン、かつてのフランスの植民地であるコモロのコモロ・フラン、ポルトガルの植民地だったカーボベルデのカーボベルデ・エスクードも対ユーロの為替相場が固定されている。
ボスニア・ヘルツェゴビナは1998年から独自の通貨を持つようになり、この通貨はドイツマルクと固定されていたため、対ユーロでも為替相場が固定されている。

## 名称、シンボル、コード

### 名称
euro という名称は1995年12月15日、16日にマドリードで開かれた欧州理事会の会合で採択され、その後規則で正式に定められた。この単一通貨が導入される国のすべての言語でも "euro" という表記が用いられている。ただしドイツ語では語頭が大文字で書かれ（Euro）、またギリシア文字の表記も別に定められている（ευρώ）。
他方で単一通貨の名称の綴りは同じであっても、言語によって以下のように発音が異なっている。
- ドイツ語 [ˈoɪ̯ʁo] オイロ
- 英語 [ˈjuːɹəʊ]、[ˈjuərou] ィユァロウ
- フランス語 [øʀo] ウロ、[øʁo] ウホ（「パリのʁ音」で発音した場合）
- オランダ語 [ˈøːroː] エーロー
- ギリシア語 [ɛvˈro] エヴロ
- フィンランド語、イタリア語 [ˈɛuro] エウロ
- スペイン語 ['euɾo] エウロ

2006年初頭に一部の東欧の国々は、自らの使用言語の文法上の規則と "euro" という綴りがそぐわないとして、単一通貨の別の表記法を認めるよう求めた。たとえばロシア語でヨーロッパを指すキリル文字での表記は Европа、発音は [jɪˈvropə] となる。ところが数週間後には、この議論は成果もなく収束した。それでも一部の国では異なる表記法が用いられている。スロベニア語の "evro"（2007年ユーロ導入）、ラトビア語の "eiro"（2014年ユーロ導入）、リトアニア語の "euras"（2015年ユーロ導入）などがその例である。
単一通貨の正式名称は関連する欧州連合の法令に定めがあり、また欧州中央銀行が定期的に作成する収斂報告書にも以下のような文章が確認できる。
アングリシズム批判の立場からは、"euro" および "cent" という表現を使うことに対して、英語特有の表現の受容を推進するものだという意見が出されることがある。この意見に対しては、"euro" という単語はギリシア語の Εὐρώπη の略語に由来し、また "cent" もラテン語の centesimus（「100」または「100番目の」）に由来するものである。ヨーロッパのロマンス諸語で通貨の補助単位（例: céntimo, centime, centavo, centesimo）として使われてきた語であることから、必ずしも英語を受容したということではないという。特にイギリスの領土ではこれらの語が通貨の単位としては用いられていない。

### 補助単位
ユーロの補助単位は「セント（cent）」であり、100セントが1ユーロに相当する。但し欧州連合の発行物に関する内規では、加盟国ごとで異なる表記を排除してはならないと定められており、フランスやベルギーでは centimes、スペインでは céntimo、ポルトガルでは cêntimo、ギリシャでは λεπτό、フィンランドでは sentti が用いられる。セント硬貨には  "EURO" と "CENT" の両方が刻まれており、このことはユーロ硬貨の外見の特徴についての欧州委員会の文書においても掲載されている。ただこの文書では、"EURO" の文字は "CENT" よりも小さく刻まれるものとするということが記載されている。
口語ではほかの補助単位のセントと区別するために、ユーロ・セントという表現が用いられることがある。たとえばUSドルやユーロに移行される以前の通貨の補助単位と区別する際に用いられている。

### 複数形
欧州連合は euro と cent について、その複数形は変化させずに使うこととしている。しかしスペイン語とポルトガル語では複数形を euros や céntimos としている。フィンランド語では度量単位と同様に部分格が用いられ、euroa や senttiä となる。またドイツ語や英語では数詞が先行しない場合、通常の複数形の作り方にならう。複数形が用いられるのは紙幣や硬貨の枚数について言及するときであり、金額について言及するときには単数形が用いられる。

### 短縮形
ユーロによる金額表示を行う際には、数に続いて通貨コードである "EUR" を加える。補助単位のセントには正式な記号や短縮形が定められていない。そのためユーロ圏では、セントの部分は "20 cent" や "0.20 €" などと表示する。ただし、正式なものではないが、短縮された形（Ct, Ct., ct, C, c）などが用いられることもある。USセントを示す記号 ¢ は、ユーロ・セントを示すものとして使われることはあまりない。

### ユーロ記号

ユーロ記号

ユーロ記号は1997年に単一通貨を示す記号として、欧州委員会によって作成された。当初は通貨に独自の記号があるものは少ないため、欧州理事会でもユーロ記号についてはあまり議論されていなかった。1996年になるとユーロのロゴの募集が開始され、その中から図案が選考された。また1997年7月にはロゴに加えて通貨記号も定めることになった。
ユーロ記号は欧州経済共同体で主席グラフィックデザイナーを務めていたアルトゥール・アイセンメンガーが1974年に作成した図案が元になっている。その図案は大きく丸みを帯びたEの文字の中央に2本の横線が入ったもの（Cの文字に等号を組み合わせたようなもの）である。またそれはギリシア文字のε、古典古代のヨーロッパを連想させるものでもある。2本の横線は、ユーロとヨーロッパ経済圏の安定を示している。ユーロの前身である欧州通貨単位の記号は短縮形のECUを図式化して使用されていたが、ユーロ記号はECUと同様に作成されたものではない。このユーロ記号の Unicode での符号位置は U+20AC である。
ところが、国際汎ヨーロッパ連合では1972年に発表した1、2、5、10、20、50、100ユーロの7つの図案にはユーロ記号が、正式に定められた記号とはわずかに異なるものの、大きい "C" の文字に等号をあわせた構成で描かれていた。この図案が発表された1972年は、国際汎ヨーロッパ連合の50周年、欧州石炭鉄鋼共同体の設立20周年にあたる年で、また同年には欧州諸共同体の北方拡大についての条約が調印されている。この図案に描かれた紙幣・硬貨の周縁には、"CONFŒDERATIO EUROPÆA" という文章が記載されていた。さらに肖像の人物として、カール1世、カール5世、ナポレオン・ボナパルト、リヒャルト・クーデンホーフ＝カレルギー、ジャン・モネ、ウィンストン・チャーチル、コンラート・アデナウアーが描かれていた。さらにヨーロッパを取り巻く状況としてこの1972年は、仏独協力条約の署名10周年でもあった。
欧州連合ではユーロ記号の画像使用に留保を設定しているが、促進を目的とする使用は認めている。

### ISOによる通貨コード
ユーロの省略表示は "EUR" と定められている。ISO 4217 では以下のようなコード指定の方法を講じているが、ユーロに対しては以下とは異なるコード指定の方法を講じている。
- 通常、通貨同盟の通貨に与えられるコードの最初の文字には "X" が割り当てられる。したがって通例にならうと、ユーロに対しては "XEU" が指定されるはずだった。実際にXEUは、1979年から1998年にかけて欧州通貨単位のコードに指定されていた。
- 最初の文字に "X" が指定されない場合には、通貨コードの冒頭2文字は ISO 3166-1 の国名コードが指定される。しかし欧州連合は主権国家でないため、通貨コードの冒頭2文字には欧州連合を示す省略表示 "EU" が指定された。
- 通常、通貨コードの最後の文字は通貨の最初の文字が指定される。そのためユーロに対しては上述の "EU" に "euro" の最初の文字である "E" をあわせて "EUE" とするはずだった。
  - ただし例外も存在し、たとえばロシア・ルーブル（Russian Ruble）のコードは "RUR" ではなく "RUB" となっている。

## 硬貨、紙幣
2009年6月末の時点で7,847億ユーロを超える金額に相当する紙幣・硬貨が流通している。

### 硬貨

#### 通常の硬貨
硬貨として発行されているのは1、2、5、10、20、50セントと1、2ユーロである。硬貨の表面はすべての発行国で共通したものとなっているが、裏面は発行国ごとに異なるモチーフが刻まれている。裏面のデザインが異なっていても、硬貨としての効力に違いが生じるものではなく、同様に使うことができる。2004年に欧州連合が拡大したことを受けて、2007年に表面のデザインが刷新されたが、旧デザインの硬貨も有効である。ドイツで鋳造された硬貨の裏面には、鋳造所を示すミントマークが刻印されている。またギリシャのセント硬貨には CENT ではなくΛΕΠΤΟ / ΛΕΠΤΑで額面が表示されている。また表面にはLを2つ重ねた印があり、これは各硬貨共通の表面のデザインを担当したベルギーのリュク・ライクスを示すものである。
材質については、1、2、5セント硬貨には銅メッキ鋼鉄が、10、20、50セント硬貨にはノルディック・ゴールドが用いられており、1ユーロ硬貨と2ユーロ硬貨は白銅と洋白のバイメタル貨となっている。1ユーロ硬貨は外周が洋白、中心が白銅の構成、2ユーロ硬貨はその逆の構成である。
タイの10バーツ硬貨と2ユーロ硬貨は大きさと重量がほぼ同じであり、またそれぞれが2種類の金属の合金でできているため、ユーロ圏の硬貨識別能力が不十分な自動販売機は10バーツ硬貨を2ユーロ硬貨として認識することがある。10バーツ硬貨のほかにもトルコの1リラ硬貨、ケニアの5シリング硬貨、イタリアで使われていた500リラ硬貨についても同様の事象が起こりえる。

#### 2ユーロ記念硬貨
2004年以降、2ユーロ額面の記念硬貨が発行され、市中に流通している。この記念硬貨は裏面に描かれる主題が発行国ごとに異なるものであり、ユーロを使用する国で有効に使うことができる。
最初に発行された2ユーロ記念硬貨はアテネで開かれた2004年夏季オリンピック大会を記念したもので、ギリシャが作成した。2005年にはオーストリア国家条約署名・発行50周年を記念した硬貨を作成、2006年にはドイツが初めて記念硬貨を作成し、主題にはホルステン門が描かれた。その後、ドイツでは2007年にシュヴェリン城、2008年に聖ミヒャエル教会が描かれた記念硬貨が発行されている。これらの記念硬貨は大量に発行・流通されている。ドイツでは16年間は、通常版であるアドラーを描いた2ユーロ硬貨を発行せず、連邦州のモチーフを描いた2ユーロ硬貨を1年ごとに代えながら発行する予定になっている。ただ2008年には流通を目的として、通常版の2ユーロ硬貨が大量に鋳造されている。
2007年3月25日、ローマ条約署名50周年を記念して、当時のユーロ圏13か国は共通の図画とそれぞれの国の公用語およびラテン語での文章を刻んだ記念硬貨を発行した。また2009年1月1日には、経済通貨統合10周年を記念した2ユーロ硬貨が発行された。

#### 上記以外の特別記念硬貨
上述の記念硬貨以外にもユーロ圏諸国では、2ユーロ以外の額面の特別記念硬貨を発行しており、中には100ユーロ以上の額面のものや記念金貨として発行されたものもある。オーストリアではユーロ額面として最高額の硬貨が鋳造されており、"Big Phil" と呼ばれるウィーン金貨には10万ユーロの額面がつけられている。このような特別硬貨はユーロが使用されているすべての国では通用せず、それぞれ発行国のみで有効であり、またおもに収集家向けにやりとりされている。
スロベニアが欧州連合理事会議長国だった2008年には3ユーロ硬貨が発行された。

### 紙幣
ユーロ紙幣のデザインは欧州連合規模で行われた公募で集められた案の中から、オーストリアのロベルト・カリーナのものが選ばれた。また紙幣のデザインはすべての国で共通のものとなっている。現在発行されている額面は、5、10、20、50、100、200ユーロの6種類である。
ユーロ紙幣は、2002年の当初のデザイン（第一シリーズ）では現在発行されている額面に500ユーロを加えた7種類が発行されていた。2013年から2019年にかけて現行の第二シリーズの紙幣が発行されたが、後述の事情により500ユーロ紙幣は新たに発行されなくなった。ただし、旧紙幣の第一シリーズも、既に発行されていない額面である500ユーロ紙幣も含めて全て有効である。
紙幣には「ヨーロッパのそれぞれの時代と建築様式」を主題としたモチーフが描かれている。またそのモチーフとして表面には窓が、裏面には橋が描かれている。ユーロ紙幣に描かれた建築物は実在のものではなく、それぞれの時代の特徴的な建築様式をもとに描かれたものである。具体的には、5ユーロ紙幣は古典建築、10ユーロ紙幣はロマネスク建築、20ユーロ紙幣はゴシック建築、50ユーロ紙幣はルネサンス建築、100ユーロ紙幣はバロック・ロココ建築、200ユーロ紙幣はアール・ヌーヴォー、500ユーロ紙幣は現代建築となっている。

#### ユーロ紙幣の発行
2002年末までユーロ紙幣の裏面に記載されている記番号の頭文字によって、その紙幣がどの国で印刷されたものかを判別することができた。たとえばドイツで印刷されたものにはXの文字が記載されていた。2003年以降は、いわゆる「プーリング制度」によりそれぞれの額面の紙幣が一部の中央銀行だけで発行されるようになり、印刷工場からユーロ圏全域に発送されることとなった。また各中央銀行が発行を担当する額面の種類は4つを超えないとされている。
2003年以降は紙幣に記載された記番号を確認することで印刷工場を判別できるようになっている。たとえば5ユーロ紙幣では灰色で印刷された図柄の左端、EUROのOの文字の上方約1センチのところに記番号が記載されている。ほかの紙幣でも、この記番号は表面にある額面の上方に記載されている。記番号の先頭の文字は、その紙幣がどの工場で印刷されたものであるかを示している。たとえばRであれば、ベルリンの連邦印刷局で発行された紙幣ということを表している。印刷工場コードに続くのは3桁の数字、アルファベット1文字、1桁の数字である。

### 紙幣・硬貨をめぐる問題

#### 1、2ユーロ紙幣の導入
オーストリアは2ユーロ紙幣を、イタリアはさらに1ユーロ紙幣の導入を求めている。両国ではユーロ導入以前に低い額面の紙幣が流通しており、オーストリアでは20シリング（1.45ユーロに相当）紙幣が、イタリアでは1,000リラ（52セントに相当）紙幣がそれぞれ発行されていた。
2004年11月19日に欧州中央銀行の政策理事会は、現行よりも低い額面の紙幣発行は行わないということを決定した。2ユーロ紙幣についても現行の紙幣が10年間は改訂する予定がなく、導入する見込みはない。

#### 1,2セント硬貨の廃止
一部のユーロ導入国（2024年現在、ベルギー、フィンランド、アイルランド、イタリア、オランダ、スロバキア）では1セント硬貨と2セント硬貨が一般的に使われていない。実際にフィンランドではセント単位の下1桁が0または5しか使用されていないため、同国では1セント硬貨と2セント硬貨が導入されていない。このような端数の廃止はオランダでも同様に行われた。これは両硬貨の流通量が少なく、そのために需要が少ないということが指摘されている。しかし1セント硬貨、2セント硬貨は特に問題なく使うことができる。
廃止に反対する立場からは、価格が5セント単位となるよう切り上げられていくおそれがあり、いわば第2のトイロを引き起こしかねないということが指摘されている。これに対して、心理的価格設定を行う際に、従来は端数を99セントとしたものを廃止後は95セントにすることが見込まれるため、トイロ現象は起こらないという反論がある。さらにオランダやフィンランドの商店では、商品価格の端数をいまだに端数を99セントとしているところがある。このような商店では商品の合計購入額を支払いの際に切り上げ、または切り下げしている。

#### 500ユーロ紙幣の廃止
2009年、ドイツ連邦議会はインターネット上で500ユーロ紙幣による支払の廃止を求める請願の受付を開始した。この原因には、ガソリンスタンドや商店、あるいはドイチェポストの受付窓口でさえも、500ユーロ紙幣の受け取りが断られている実態にある。500ユーロ紙幣の受け取りが断られる背景には、釣銭が不足するというためではなく偽札を警戒するというものである。ところが統計ではこの懸念を裏付けることができない。これは実際に500ユーロの偽札が使われるという割合が全体の1%に満たないためである。
2016年5月4日に欧州中央銀行は、パナマ文書で明かされたユーロによる資金洗浄対策により、ドイツの反対を押し切り、500ユーロ紙幣の発行停止を2018年末までに実施することを決定した。廃止される500ユーロ紙幣は発行残高の20%程度、枚数にして2%程度に過ぎないと推測されている。2019年、ドイツとオーストリアを除くユーロ圏で500ユーロ紙幣の印刷が終了し、1月27日から回収開始。2019年4月26日、ドイツとオーストリアが500ユーロ紙幣の印刷を終了、4月29日から回収開始。ドイツとオーストリアの印刷終了が遅れたのは使用頻度が高かったためである。

### 偽造対策

#### 紙幣
ユーロ紙幣の偽札対策の水準は、世界的に見ても高いものと評価されている。紙幣の安全性を確保するためにさまざまな対策が講じられている。紙幣用の紙には製造段階において蛍光繊維が、また中心部には糸が入れられており、裏から光を当てると全体が黒ずみ、特に額面のあたりには極小文字が印刷されている。またユーロ紙幣は特殊な構造を持つ綿繊維で作られている。さらに図柄の部分は発光塗料で印刷されており、紫外線を当てるとその部分が発光するようになっており、赤外線を当てると違う色が反射される。紙幣の透かしに裏から光を当てると、それぞれの券種に描かれている図柄が浮かび上がり、額面が判断できるようになっている。

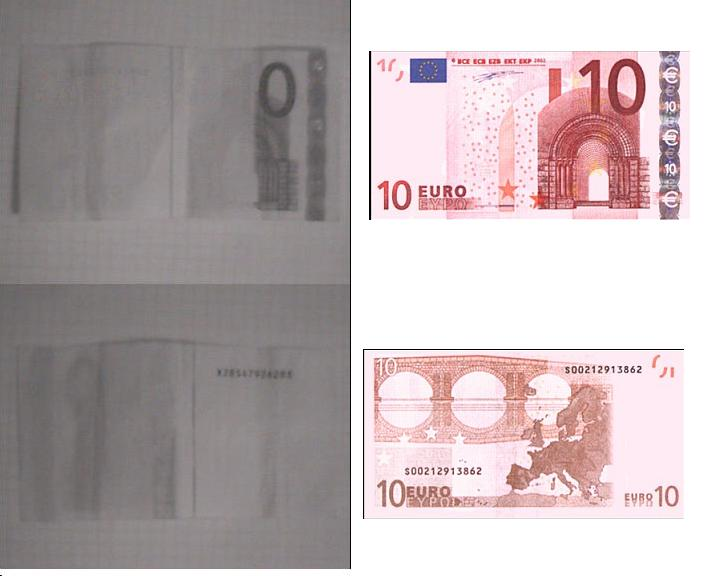
左側の画像は赤外線を、右側の画像は通常の光を当てて撮影した10ユーロ紙幣

紙幣の表面左上隅にある確認用の見当は裏から光を当てて、裏面に印刷された見当と合わせると紙幣の額面が浮かび上がる。これは表面と裏面にはそれぞれ額面の一部しか印刷されておらず、両者を組み合わせることで額面が示されるようになっている。5、10、20ユーロ紙幣の縁には帯状の金属箔が貼りつけられており、光の加減でユーロ記号や額面が現れるキネグラムとなっている。50ユーロ以上の額面の紙幣に貼られている金属箔はホログラムとなっており、見る角度によってその紙幣に描かれている建造物や額面が現れるようになっている。
凹版印刷と、間接的な活版印刷を組み合わせた印刷法で製造された紙幣の表面にはレリーフが隆起しており、これは紙幣を偽造しにくくするのと同時に、視覚障がい者が紙幣を区別しやすくするためのものである。さらに紙幣に描かれた窓や扉の部分や欧州中央銀行の略称である BCE、ECB、EZB、EKT、EKPが印刷されている部分も隆起印刷が施されている。
低額紙幣の裏面には構造色を起こす筋があり、他方で50ユーロ以上の紙幣には光学的変化インクで額面が印刷されており、紙幣を傾けるとその色が変化するようになっている。さらにユーロ紙幣には機械で真券であるかを検査するための印がある。また偽造防止システムによって、複写機やパーソナルコンピュータを用いた偽造を防止するなどの対策もとられている。ドイツ連邦銀行では確認する安全対策の方法をひとつだけにすべきではないとし、同時に、非公開としている安全対策があるということを明らかにしている。

#### 硬貨
ユーロ硬貨は額面が低いため、偽造ユーロ紙幣に比べると影響が深刻ではない。しかしユーロ硬貨にも偽造対策が施されている。ユーロ硬貨には大きさと重さが厳密に定められている。1ユーロ硬貨と2ユーロ硬貨は2つの金属の合金で鋳造されている。合金で鋳造されていることと、複雑で3段階を経る製造過程によってユーロ硬貨の安全性が確保されている。1ユーロ硬貨と2ユーロ硬貨の中心部分にはわずかな強磁性を持つが、1、2、5セント硬貨は強い強磁性を持つ。1ユーロ硬貨と2ユーロ硬貨の外周は強磁性を持たないが、1、2、5セント硬貨は強磁性を持っている。偽造セント硬貨は本物のセント硬貨とは違う金属で製造されることがあるため、テーブルに落とした音で偽造硬貨を判別することがある。また紙に偽造硬貨で線を引くと、鉛筆で書いたような跡が残ることがある。2006年後半に回収された偽造硬貨のおよそ95%は2ユーロ額面のものだった。

## ユーロ導入による経済への効果

### 好影響
ユーロの導入によって従来は共同体内部に存在していた為替相場リスクや、そのリスクヘッジのために企業が負担するコストが低減することとなり、ユーロ圏内での通商や経済協力が増大するということが期待される。そして通商は経済成長をもたらす大きな要因のひとつであることから、ユーロ圏入りはその国民にとって利益につながると考えられており、実際に2007年までにユーロ圏内での貿易は5 - 15% 増加してきた。つまりユーロによってヨーロッパの企業は巨大な経済圏で活動するという利益を享受することとなった。またユーロは商品、サービス、資本、労働力の自由な移動という、ヨーロッパ共同市場に欠けていた単一通貨となって、市場統合を完成させた。
さらにユーロによって、ユーロ圏諸国における商品およびサービスの価格格差が解消され、つまり裁定取引によって既存の価格格差は相殺される。このことによって企業間の競争が活発化し、またインフレーション率の低下とあわせて消費者に利益をもたらすこととなる。
一般に、欧州中央銀行はインフレとの戦いという主たる使命を成し遂げてきた。事実、欧州中央銀行が設定している2%というインフレーション・ターゲットはおおむね達成されているか、あるいは長期にわたる過度の超過は防がれてきた。インフレーション率が低いということはユーロ圏諸国の市民にとって経済安定性の基礎となっている。
ユーロに対する投機は、投資家にはリスクが大きすぎ、ほかの小規模の通貨と比べると困難なものとなっている。1990年代の通貨に対する投機はポンド危機など、欧州通貨制度に深刻な歪みをもたらし、さらにアジア通貨危機の発生原因のひとつとなった。特定の国の通貨に対する投機はその国の外貨準備を吐き出させ、また国民経済に深刻な損害をもたらしかねないものとなり、ユーロの導入はヘッジファンドによる通貨の空売りの目論見を防止することが可能となる。
またユーロは、とくに旅行者にとって利益をもたらしている。ユーロ圏内では両替やその手数料が不要になるうえ、通貨単位が異なることによる商品価格の比較が容易になる。
ユーロ圏内では複数の通貨を有する経済圏よりも自由な資本の移動が起きている。
さらにユーロの登場によって世界におけるヨーロッパの経済的重要性が再認識されている。金融に関するヨーロッパの動向はより大きな影響を持ち、またユーロ圏諸国の発言力も強くなっている。グローバル化した世界でユーロという単一通貨はアメリカやアジア諸国に対するヨーロッパの国際競争力を高める役割を持っている。
ユーロは経済心理面においてヨーロッパ諸国間の協力関係を表すものであり、またヨーロッパのシンボルとして統合の概念を具現化するものである。また政治面でもユーロは欧州連合の強化をもたらしている。

### 悪影響
経済学者の中には、ユーロ圏のような巨大で特殊な経済圏にとっては単一の通貨を持つことについての危険性を懸念する意見がある。特に景気循環が非同期的であることによって適切な金融政策を打ち出すことの難しさが挙げられている。
実際にユーロが導入されてまもなく、国ごとで経済情勢は異なるにもかかわらず、単一の金融政策を実施することが困難なものであることが明らかとなった。たとえば、経済成長率が5%を超えていたアイルランドと、ほぼ0%のスペインやポルトガルとを調和させるということが挙げられる。従来の手法では政策金利の引き上げや通貨供給量の引き締めといった政策でアイルランドの経済情勢に臨む一方で、スペインやポルトガルに対しては金融緩和策が必要だった。しかし単一の金融政策ではこのような域内での格差を十分に反映することができない。
マクロ経済学上の大きな問題として、単一通貨への参加による為替相場の固定がある。これがもたらす問題として域内地域格差問題がある。為替レートが域内固定されることにより、人件費の安い南欧に工場建設などの長期投資が発生する一方で、独・仏・ベネルクスなどでは安価な商品サービスの提供が行われるようになった反面、失業率の高止まりと新たな雇用の創出という難題を抱えている。南欧諸国にしても、ERMに参加していない欧州諸国、とりわけイギリスやポーランド、チェコなどとの競争にさらされている。
国際金融のトリレンマに従えば、固定相場制と資本移動の自由を両立させているユーロ圏各国では独立な金融政策をとることができない。この事実はユーロ圏の加盟国が不況に陥ったときに、自国通貨を切り下げて輸出競争力を高め、経常収支を改善させることができなくなる。そのような状況下ではユーロ圏で経済が好調な国から不況の国へ財政支援が検討された場合のEUの力量が試される。しかしながら、実際にはアメリカのような財政連邦主義は現時点でのユーロ圏にはなく、頼みの綱の財政政策も安定成長協定（SGP）によって制限をかけられ、結果として各国の成長の足かせになりうる。
ユーロ圏は、アメリカと異なり、圏内各国で言語や文化が異なるために、ユーロ圏内での資本移動はアメリカほど自由ではない。各国は自国の人口をゼロにしたいとは思わない。こうして資本移動での経済の調整メカニズムはあまり機能しなくなる。さらに、圏内の唯一の発券銀行である欧州中央銀行が、ドイツの影響を非常に強く受けており、危機に対して民主的な裁量の余地が加盟国に乏しいことなどが想定される。
ミルトン・フリードマンは、ユーロの見通しの悪さを以下のように危惧していた。適切な金融政策がとれるのは変動相場制があるからであり、統一通貨ではそれは不可能である。さらに悪いことに、ユーロ圏のように、為替レート変動による経済の調整メカニズムを放棄している場合には、国内の価格や賃金あるいは資本移動によってでしか調整メカニズムが働かないため、ユーロ圏各国が各自独立した文化や規制を有している状態のままユーロを導入すれば、ユーロ圏各国の政府が各々異なる政治的圧力にさらされ、それら政府同士での政治的軋轢が生じる。これは、現在のPIIGSとドイツのように、救済される側とする側とで異なる政治的圧力が働き、ユーロ圏政府間での交渉が行き詰っている状態をさしており、このような経済的困難が現れることを、フリードマンは予見していたと言える。
また、クリストファー・ピサリデスは、現在のユーロシステムによって、失業率が高止まりし失われた世代が作り出されていると指摘し、ユーロ圏の順序だった解体を主張し始めた。かつては名案とされた通貨同盟だが、この通貨システムによってヨーロッパが低成長に苦しみ、加盟国が政治的に分断される結果となり、逆効果にしかなっていないとピサリデスは述べる。
ユーロ圏全体では既に2013年度の平均失業率が12.2％に達し、スペインでは前年より売り上げが10％落ち込み、ギリシャなど一部の国ではデフレーションに陥っている状況であるにもかかわらず、欧州中央銀行(ECB)が景気回復のための適切な金融政策をとっていないという批判がある。ユーロ圏の経済成長率は1％未満にまで低下している。スペインとギリシャの失業率は27％に達しており、IMFはECBに政策金利を下げるよう要請している。しかし、現段階でECBは、アメリカの連邦準備制度(FRB)などが行っているような量的緩和を検討はしないという。ジョージ・ソロスは、ECBの金融政策はその他の中央銀行が行っている量的緩和と同期していないと述べる。
加えて、政治的な面からも、欧州中央銀行や欧州委員会がユーロ導入国の赤字国債発行を阻止できるかということは疑わしいと考えられている。マーストリヒト条約では安定成長協定に反した場合の罰金制度が規定されているが、2003年にフランスが棚上げにさせたことなどもありその実効性は疑わしい。
一般に、単独または複数の国が財政政策上の義務を逃れるために大規模な国債増発に動いた場合、通常は国債価格の下落（金利の上昇）やインフレの進行、あるいは自国通貨の下落（通貨安）による輸入物価の高騰という形で報いを受けるが、ユーロ一本値の場合、インフレ率や為替への影響は域内全体に拡散、吸収されるため残りのユーロ圏諸国に間接的な影響（損害）を及ぼしかねない。すなわち国債増発国はリスクを負わず安易な債券の発行が可能になり、そのツケはほかの参加国が共同で負うというモラル・ハザードを生み出すことになる。
アメリカのように金利上昇により自国通貨が上昇（通貨高）する事例もあるが、民族資本の乏しい開発途上国では、為替相場におけるクラウドイン効果は期待できないと推測される。
国債発行の単年度GDPの3%制限は、財政政策を行う上での大きな足かせであり、なおかつ金融調整は欧州中央銀行の一本値である。政府支出と金利調整機能は自国の総需要管理の強力な誘導手段であり、この2つを放棄することは自国の雇用を域内市場の趨勢にまかせ、政府が国民に対する責任を果たす直接的な手段が大きく制約されることを意味する。
イギリスの再加盟反対派が掲げるおもな理由は「イギリス経済はユーロ経済と非常に異なっており、ユーロ圏の画一的な経済政策はイギリス経済にリスクをもたらす」「イギリスの自主性が失われる」「イギリスのマクロ経済政策は、ユーロ圏のそれより有効である」「ユーロ圏、特にドイツに構造的問題がある」とする。イギリス政府は、再加盟問題を検討するうえで5項目の経済テストを行い、結局「イギリスの金融部門に良好な影響をあたえる」以外の項目は満たさないとの結論を得た。なお、ほかの4項目は「ユーロ圏とイギリスの経済構造や景気サイクルが持続的に一致の方向に向かっている」「イギリスの労働・生産市場が経済的衝撃に耐えられる柔軟性を備えている」「イギリスへの投資が改善（拡大）する」「イギリスにおける雇用の機会が拡大する」である。

### 商品市場
上述してきた影響のほかに、国際商品市場の値動き、特に経済において重要なものに原油価格が挙げられる。ほとんどの原油の取引にはUSドルが用いられ、1970年代以降、石油輸出国機構諸国はドル建てだけで取引してきた。ところが、ユーロの登場により原油輸出国側では外貨準備の分散の観点から一部の受け取りをUSドルからユーロに移行する国が増え、そのため輸入国側でもユーロ建てでの取引に移行せざるを得ないということが議論された。
各国中央銀行と民間資本によるドルによる外貨保有は、アメリカ国債の重要な引き受け先であり、輸出国側がユーロ建てを導入すれば、ながらく原油取引によって安定してきたUSドルとドル経済にきわめて不利な影響をもたらすことになる。2000年、サッダーム・フセイン統治下のイラクは原油取引をユーロ建てのみとしたが、のちにアメリカによる占領でドル建てに戻されている。またイランや、ユーロ建てへの移行を強く唱えているウゴ・チャベス政権下のベネズエラは、サッダームによるユーロ建て移行に対する支持を表明している。2008年2月17日、イランはキーシュ島に、USドル建ての取引を行わない石油取引所を開設したが、イランの原油輸出量はUSドルの「原油取引通貨」としての地位を脅かすほどのものではなかった。

### インフレーション

#### 実際の物価上昇と消費者の感覚
ユーロの導入によって多くの消費者は商品やサービスの価格がインフレーション率以上に高くなったと感じている。この物価が上がったという消費者の感覚は、特定の地域で原価が上がったために個々の価格が上げられたことによるものであり、これらの価格上昇が特に印象に残った。一部では事前に、ユーロ導入後の価格の表示で端数の調整を実施するために、価格を緩やかに上昇させていたところもあった。
そのためドイツでは、ティタニック誌が作り出し、その後多くの新聞でも使われるようになった "Teuro" という言葉（「高価な」という意味のドイツ語 teuer と Euroをあわせた造語）が広まり、Teuro は2002年の言葉（Wort des Jahres 2002）に選ばれた。しかし政府の統計ではこの年に大きなインフレーションは起こっていない。たとえばオーストリア統計局によると、オーストリアの1998年12月31日での対1986年比での消費者物価指数（VPI 86）は133.7で、1987年から1998年の12年間の平均インフレーション率は2.45%である。これに対して対1996年比での消費者物価指数（VPI 96）は、1998年12月31日に102.2だったものが、2003年12月31日には112.0となっており、ユーロ導入後の平均インフレーション率は1.84%に下がっている。またドイツの対2000年比での消費者物価指数を見ると、1991年に81.9だったものが1998年には98.0となった一方で、ユーロ導入後の2003年には104.5となっている。つまり、ユーロ移行以前の平均インフレーション率が2.60%だったのに対して、移行後は1.29%と下がっている。

#### 矛盾の解析
上記のような、統計上はインフレーション率が低下していることと、ユーロ導入によって消費者が実際のインフレーション率以上に物価が上昇していると感じたこととの矛盾についてはさまざまな解析がなされている。たとえば、たしかに食品など日常購入する商品の価格上昇率は全体のインフレーション率を上回っていたが、マーケットバスケット方式で調査された対象に含まれている電化製品などの価格上昇率は全体のインフレーション率より下回っていた。つまり後者の商品は日常的に購入するものではないため、消費者は統計以上に物価が上昇したと感じたのではないかということが指摘された。また旧通貨からユーロに頭の中で換算したときに、四捨五入するなどして発生した誤差（たとえば対ドイツマルクで 1:1.95583 とするところを 1:2、対オーストリア・シリングで 1:13.7603 とするところを 1:14 などとした）が影響したという見方もあり、特にスペイン・ペセタ（四捨五入で 1:166）の例がある。そして旧通貨を使っていた時間が長いほどユーロでの価格表示と旧通貨での表示を比べるために、物価が上昇したのではないかということが強く感じられたのではないかとも指摘されている。

### ユーロと各国の経済政策
通貨が共通化されたことにより、導入国では国内の経済政策の大部分を独自に実施するということがなくなった。このため単一通貨を批判する立場からは経済や政治における摩擦が増大する危険をもたらすのではないかと指摘し、他方で単一通貨を支持する立場からは導入国間での収斂基準の達成に基づく金融政策の統合は合理的であるとしている。

### 国際通貨制度におけるユーロ
| 表 話 編 歴                | 2019                                                                                | 2018   | 2017   | 2016   | 2015   | 2014   | 2013   | 2012   | 2011   | 2010   | 2009   | 2008   | 2007   | 2006   | 2005   | 2004   | 2003   | 2002   | 2001   | 2000   | 1995   | 1990   | 1985   | 1980   | 1975   | 1970   | 1965   |
| アメリカ・ドル             | 60.75%                                                                              | 61.74% | 62.72% | 65.36% | 65.73% | 65.14% | 61.24% | 61.47% | 62.59% | 62.14% | 62.05% | 63.77% | 63.87% | 65.04% | 66.51% | 65.51% | 65.45% | 66.50% | 71.51% | 71.13% | 58.96% | 47.14% | 56.66% | 57.88% | 84.61% | 84.85% | 72.93% |
| ユーロ （1999年以前はECU） | 20.59%                                                                              | 20.67% | 20.16% | 19.13% | 19.14% | 21.20% | 24.20% | 24.05% | 24.40% | 25.71% | 27.66% | 26.21% | 26.14% | 24.99% | 23.89% | 24.68% | 25.03% | 23.65% | 19.18% | 18.29% | 8.53%  | 11.64% | 14.00% | 17.46% |        |        |        |
| 日本円                     | 5.87%                                                                               | 5.20%  | 4.89%  | 3.95%  | 3.75%  | 3.54%  | 3.82%  | 4.09%  | 3.61%  | 3.66%  | 2.90%  | 3.47%  | 3.18%  | 3.46%  | 3.96%  | 4.28%  | 4.42%  | 4.94%  | 5.04%  | 6.06%  | 6.77%  | 9.40%  | 8.69%  | 3.93%  | 0.61%  |        |        |
| イギリスポンド             | 4.64%                                                                               | 4.42%  | 4.54%  | 4.34%  | 4.71%  | 3.70%  | 3.98%  | 4.04%  | 3.83%  | 3.94%  | 4.25%  | 4.22%  | 4.82%  | 4.52%  | 3.75%  | 3.49%  | 2.86%  | 2.92%  | 2.70%  | 2.75%  | 2.11%  | 2.39%  | 2.03%  | 2.40%  | 3.42%  | 11.36% | 25.76% |
| 中国人民元                 | 1.86%                                                                               |        |        |        |        |        |        |        |        |        |        |        |        |        |        |        |        |        |        |        |        |        |        |        |        |        |        |
| カナダドル                 | 1.94%                                                                               | 1.84%  | 2.02%  | 1.94%  | 1.77%  | 1.75%  | 1.83%  | 1.42%  |        |        |        |        |        |        |        |        |        |        |        |        |        |        |        |        |        |        |        |
| オーストラリア・ドル       | 1.70%                                                                               | 1.62%  | 1.80%  | 1.69%  | 1.77%  | 1.59%  | 1.82%  | 1.46%  |        |        |        |        |        |        |        |        |        |        |        |        |        |        |        |        |        |        |        |
| スイス・フラン             | 0.15%                                                                               | 0.14%  | 0.18%  | 0.16%  | 0.27%  | 0.24%  | 0.27%  | 0.21%  | 0.08%  | 0.13%  | 0.12%  | 0.14%  | 0.16%  | 0.17%  | 0.15%  | 0.17%  | 0.23%  | 0.41%  | 0.25%  | 0.27%  | 0.33%  | 0.84%  | 1.40%  | 2.25%  | 1.34%  | 0.61%  |        |
| オランダ・ギルダー         |                                                                                     |        |        |        |        |        |        |        |        |        |        |        |        |        |        |        |        |        |        |        | 0.32%  | 1.15%  | 0.78%  | 0.89%  | 0.66%  | 0.08%  |        |
| ドイツマルク               |                                                                                     |        |        |        |        |        |        |        |        |        |        |        |        |        |        |        |        |        |        |        | 15.75% | 19.83% | 13.74% | 12.92% | 6.62%  | 1.94%  | 0.17%  |
| フランス・フラン           |                                                                                     |        |        |        |        |        |        |        |        |        |        |        |        |        |        |        |        |        |        |        | 2.35%  | 2.71%  | 0.58%  | 0.97%  | 1.16%  | 0.73%  | 1.11%  |
| その他                     | 2.51%                                                                               | 2.48%  | 2.50%  | 2.37%  | 2.86%  | 2.83%  | 2.84%  | 3.26%  | 5.49%  | 4.43%  | 3.04%  | 2.20%  | 1.83%  | 1.81%  | 1.74%  | 1.87%  | 2.01%  | 1.58%  | 1.31%  | 1.49%  | 4.87%  | 4.89%  | 2.13%  | 1.29%  | 1.58%  | 0.43%  | 0.03%  |
|                            | 出典：World Currency Composition of Official Foreign Exchange Reserves 国際通貨基金 |        |        |        |        |        |        |        |        |        |        |        |        |        |        |        |        |        |        |        |        |        |        |        |        |        |        |

主要通貨に対してユーロ相場が安定した動きを見せていることとアメリカが長期にわたって財政政策の懸案事項を抱えていることから、経済専門家の中には世界における準備・基軸通貨としてのUSドルの地位をしだいに脅かし、最終的には凌駕するのではないかという見方を持つものがいる。もしユーロがUSドルに代わる地位を得ることとなれば、かつて第二次世界大戦後に、それまで世界の基軸通貨だったポンド・スターリングと取って代わったUSドルの時代が終焉するということになる。そのことは世界の準備通貨の割合においてユーロが着実に増えているということに示されている。
ほとんどの経済専門家は開発途上国や新興工業国が外貨準備の再検討や原油取引のユーロ建てへの移行について繰り返し表明していることを、具体的な意図があるのではなくアメリカに対して政治的な圧力をかけようとしていると考えている。しかし、ユーロ圏外の国の外貨準備におけるユーロの占める割合が過大になれば、それは外貨準備において従来の過小評価を改めただけと考えられ、多くの国の通商・経済関係では依然としてユーロは低く評価されている。
ユーロの現金発行残高は2006年にUSドルを抜いて、世界でもっとも多くなった。この年の10月に世界に流通しているユーロ紙幣の額面の合計は5,920億ユーロとなり、USドル紙幣の5,790億USドルを上回った。ただしこの背景には、アメリカ国内では決済手段としてクレジットカードが多く使用されているということがあり、そのため1人あたりの現金の所持額が少なくなる。ユーロは将来的に現金として最大の規模を持つ通貨となると見込まれている。

## ユーロ相場

### 旧通貨からユーロへの移行
| ベルギー・フラン       | 40.3399 | キプロス・ポンド       | 0.585274 |
| ドイツ・マルク         | 1.95583 | エストニア・クローン   | 15.6466  |
| フィンランド・マルッカ | 5.94573 | フランス・フラン       | 6.55957  |
| ギリシャ・ドラクマ     | 340.750 | アイルランド・ポンド   | 0.787564 |
| イタリア・リラ         | 1936.27 | ラトビア・ラッツ       | 0.702804 |
| ルクセンブルク・フラン | 40.3399 | マルタ・リラ           | 0.429300 |
| オランダ・ギルダー     | 2.20371 | オーストリア・シリング | 13.7603  |
| ポルトガル・エスクード | 200.482 | スロベニア・トラール   | 239.640  |
| スロバキア・コルナ     | 30.1260 | スペイン・ペセタ       | 166.386  |
| リトアニア・リタス     | 3.4528  | クロアチア・クーナ     | 7.5345   |

欧州為替相場メカニズム適用国においてユーロを導入する際には、欧州連合加盟国の財務相による経済・金融理事会において最終交換比率を決定することになる。この交換比率は、端数処理による誤差が最小限となるような有効桁数が6桁の数となるように決められる。
1998年12月31日に欧州連合加盟国の財務相は、ユーロを最初に導入する11か国の通貨とユーロとの最終交換比率を決定した。このときの交換比率は欧州通貨単位に基づいて設定されたものである。以後にユーロを導入した国（2001年のギリシャ、2007年のスロベニア、2008年のキプロスとマルタ、2009年のスロバキア）の旧通貨とユーロとの最終交換比率は、欧州為替相場メカニズムのセントラル・レートを基準として定められた。
ユーロが決済通貨として導入されると、導入国の旧通貨とほかの通貨との両替は「トライアンギュレーション」方式でのみ行われることとなった。つまり旧通貨とほかの通貨との両替にあたっては、いったんユーロに換算してから行なわれなければならなくなった。また端数処理はユーロおよび対象通貨の小数第3位で行うことが認められていた。トライアンギュレーションは直接換算で発生するおそれがある端数処理の誤差を防ぐため、欧州委員会はこの方式による両替の実施を義務づけた。
旧通貨単位での金額表示をユーロに切り替えるにあたって、切り替えのための計算の最後の時点においてのみ、端数を支払いが可能な額に丸めることが認められた。端数処理を計算の最後の時点としたのは、計算にあたって個々の要素や計算途中で出された結果を端数処理をするとまったく異なる結果が出るおそれがあったためである。異なる結果が出てしまえば、新通貨の導入によって契約の継続性に影響を及ぼさないとする原則に反することになる。

### 対USドル相場の推移
| 年   | 月日     | 最安値 | 月日     | 最高値 |
| ---- | -------- | ------ | -------- | ------ |
| 1999 | 12月3日  | 1.0015 | 1月5日   | 1.1790 |
| 2000 | 10月26日 | 0.8252 | 1月6日   | 1.0388 |
| 2001 | 7月6日   | 0.8384 | 1月5日   | 0.9545 |
| 2002 | 1月28日  | 0.8578 | 12月31日 | 1.0487 |
| 2003 | 1月8日   | 1.0377 | 12月31日 | 1.2630 |
| 2004 | 5月14日  | 1.1802 | 12月28日 | 1.3633 |
| 2005 | 11月15日 | 1.1667 | 1月3日   | 1.3507 |
| 2006 | 1月2日   | 1.1826 | 12月5日  | 1.3331 |
| 2007 | 1月12日  | 1.2893 | 11月27日 | 1.4874 |
| 2008 | 10月27日 | 1.2460 | 7月15日  | 1.5590 |
| 2009 | 3月5日   | 1.2555 | 12月3日  | 1.5120 |
| 2010 | 6月8日   | 1.1942 | 1月13日  | 1.4563 |

1999年1月4日、フランクフルト証券取引所において初めてユーロとUSドルの為替取引が開始され、このとき 1EUR = 1.1789USD の値がついた。ユーロ相場は対USドルで値を下げていき、取引開始から2年後には最安値をつけた。2000年1月27日にはユーロは対USドルで 1EUR = 1USD のパリティを下回り、同年10月26日に史上最安値の 1EUR = 0.8252USD となった。
2002年4月から2004年12月にかけてユーロは多少値を戻していく。2002年7月15日には 1EUR = 1USD のパリティを上回り、2004年12月28日には当時の史上最高値となる 1EUR = 1.3633USD をつけた。一部のアナリストは 1EUR = 1.4 - 1.6USD にまで達すると見込んでいたが 、その予想は外れ、連邦準備制度の政策金利引き上げを受けてユーロは2005年に入って値を下げていき、同年11月15日には年間最安値の 1EUR = 1.1667USD をつけた。ところが連邦準備制度の金利引き上げ策は2006年のアメリカ経済の後退を受けて継続されなかった。2007年後半に表面化したサブプライムローン危機のために、連邦準備制度は政策金利の引き下げを決め、これを受けてユーロは相対的に値を上げた。その結果、2008年7月15日に欧州中央銀行の基準相場は史上最高値の 1EUR = 1.5990USD をつけ、また市場では基準相場を上回る 1EUR = 1.6038USD で取引された。この値は1995年4月19日につけた1USドルが1.3455ドイツマルク、単純に1ユーロに換算すると 1EUR = 1.45361 USD という相場を超えたものとなった。
2008年サブプライムローン危機によるUSドルの下落によって、ユーロ圏の域内総生産をUSドルに換算すると一年間だけ一時的にアメリカ合衆国の国内総生産を上回った。しかし、その後はユーロ圏がむしろ経済危機の震源地になっており、ユーロは下落し、USドルに換算すると経済的に衰退している。2017年9月時点に於いて1EUR = 1.17171USDをつけた。

### USドル・ユーロ相場の位置づけ

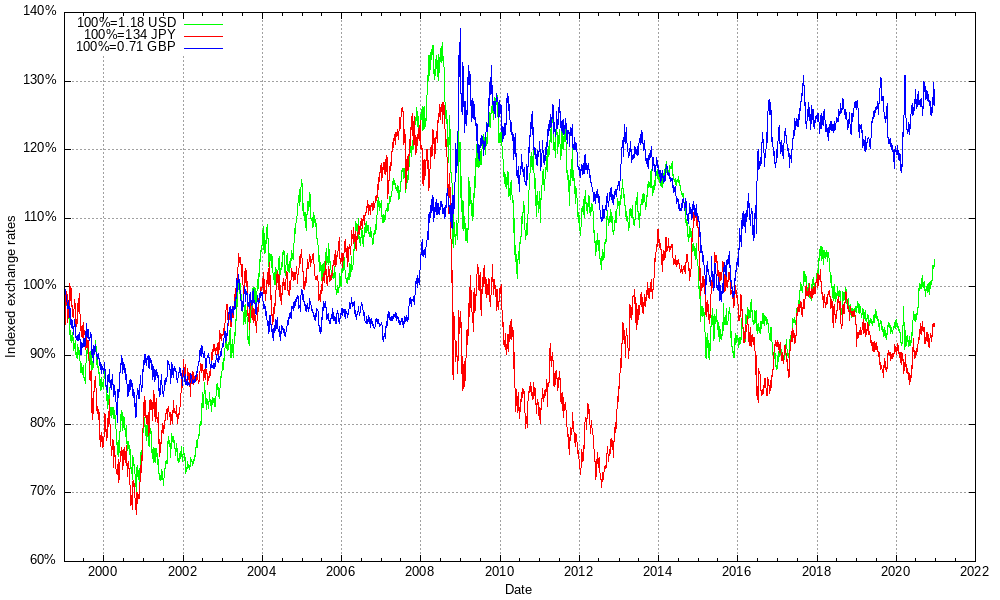
ユーロの対USドル、日本円、UKポンド相場の推移
USD
JPY
GBP

強いユーロはヨーロッパ経済に光も陰ももたらした。光とは、強いユーロによっていまだにUSドルで取引されることの多い原材料の価格を安く買い入れることができたことである。陰とは、強いユーロによってユーロ圏の輸出品が相手先で高くなり、ユーロ圏の経済成長がある程度阻害されたことである。しかしユーロ圏の規模もあって、為替相場とその変動幅によるリスクはそれぞれが異なる通貨を使用していたころよりもはるかに低減した。とくに2007年の初旬には、世界経済の成長が緩やかだったにもかかわらず、ヨーロッパ経済が平均を上回る成長率を達成した。
2002年までのユーロ相場の下落は、当時ユーロ紙幣や硬貨が存在しなかったということがその原因のひとつに挙げられ、そのために当初ユーロは、ファンダメンタルが適切なものだった場合に比べて低く評価されていた。ヨーロッパの共同市場における経済の問題のためにユーロ相場の下落傾向は強まり、またこの流れのために域外の投資家がヨーロッパへの投資に魅力を感じないということにもつながっていった。ユーロ紙幣・硬貨の流通が開始されるとまもなく、過小評価されていたユーロ相場は上昇に転じた。2005年以降のヨーロッパ経済、特に輸出の持ち直しはユーロ相場のさらなる上昇をもたらした。このほかにも中長期なユーロ相場の上昇をもたらしたと考えられる原因があり、特に以下の3つが挙げられる。
- アメリカの慢性的な財政・経常赤字とそれらにともなう累積債務の増大
- 中国、インド、日本、ロシアなどのおもな諸国の外貨準備の将来的な変動
- 石油輸出国による、USドルに加えてユーロを決済通貨としたい意向

将来的にユーロ未導入の欧州連合加盟国が加わる予定となっており、またこれらの国々でもユーロが現行通貨に替わって法定通貨となることから、拡大を続ける欧州通貨同盟が心理的に有望視されているということもユーロが軽んじられない要因となっている。さらにこのことはユーロの強大化に少なからず寄与しており、またユーロの国際的評価や経済的重要性を上昇させている。

## 受賞
2002年、ユーロは「これまでのなかでヨーロッパを認識させるような統合への手段はほかになく、そのために諸国民の一体化をもたらす重大で新たな時代を切り開くような貢献をした」としてアーヘン市からカール大帝賞を受賞した。

## 関連人物
- ロバート・マンデル - 「ユーロの父」とされるノーベル経済学賞を受賞した経済学者[81][リンク切れ]。